# Орторектифікація
Орторектифіка́ція — коригування знімків на основі висотної моделі місцевості у картографії. Сучасні пакети програм для опрацювання зображень мають модуль для орторектифікації.
Застосування для геометричного коригування орторектифікування і сегментування зображення для виділення лісової маски підвищує точність опрацювання супутникових знімків.